# Jasna Flamiková
Jasna Flamiková (* 12. června 1969 Brno) je česká politička, ředitelka Nadace Veronica a koučka, v letech 2006 až 2010 a opět od roku 2022 zastupitelka města Brna, od roku 2006 zastupitelka městské části Brno-střed, členka Zelených.

## Život
V mládí byla členkou hnutí Brontosaurus, později po krátkých pobytech v Praze a Bratislavě vystudovala obor ochrana životního prostředí na Přírodovědecké fakultě Masarykovy univerzity. Během mateřské dovolené působila v Občanském sdružení Masarykova čtvrť. Od září 2002 pracuje jako ředitelka Nadace Veronica.
Je rozvedená a má tři děti.

## Politické působení
Členkou Strany zelených je od roku 2004. Od roku 2006 je zastupitelkou městské části Brno-střed (od roku 2014 do roku 2018 také 3. místostarostkou) a v letech 2006–2010 byla zastupitelkou brněnského zastupitelstva. Zabývá se mj. transparentností, zveřejňováním materiálů, řešením neplacení nájemného, ochranou zeleně či problematikou hazardu. V lednu 2022 byla zvolena ombudsmankou Strany zelených.
Je členkou správní rady a čestnou členkou Spolku absolventů a přátel Masarykovy univerzity.
V komunálních volbách v roce 2018 do Zastupitelstva města Brna byla lídryní kandidátky Zelených a tudíž kandidátkou této strany na post primátorky města. Zelení se však do zastupitelstva nedostali. Obhájila však mandát zastupitelky městské části Brno-střed.
V komunálních volbách v roce 2022 byla zvolena z pozice členky Zelených za uskupení „Zelení a Žít Brno s podporou Idealistů“ zastupitelkou města Brna. Zároveň obhájila i post zastupitelky městské části Brno-střed, a to v rámci kandidátky subjektu „Piráti, Zelení a Žít Brno“.